# دستور مخفی (فیلم ۲۰۰۱)
دستور مخفی (به انگلیسی: Hidden Agenda) یک فیلم اکشن کانادایی محصول سال ۲۰۰۱ به کارگردانی مارک اس. گرنیر با بازی دولف لاندگرن در نقش جیسون که یک عامل سابق دولت است. 

## داستان
یک فعال حقوق بشر آمریکایی در بلفاست ترور می‌شود، نامزدش به همراه یک کارآگاه پلیس سختکوش تلاش می‌کنند تا راز قتل او را پیدا کنند…